# Benrinnes

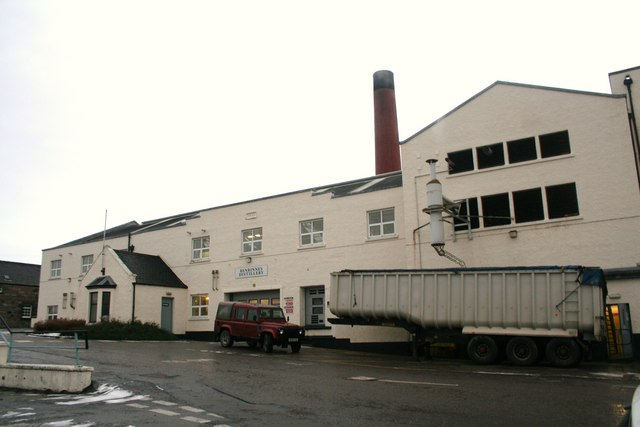
aangezicht van de stokerij

Benrinnes is een whiskystokerij in de Schotse plaats Aberlour die de gelijknamige whisky (een Speyside single malt) produceert.

## Geschiedenis
In 1826 werd er door Peter McKenzie een distilleerderij gesticht op de plaats waar Benrinnes nu staat. Deze stokerij werd in 1829 door een overstroming verwoest. In 1835 werd de distilleerderij opnieuw opgebouwd door John Innes, en geregistreerd onder de naam Lyne of Ruthrie.
Deze stokerij ging failliet en de boedel werd verkocht aan William Smith. Smith veranderde de naam van de stokerij naar de huidige naam Benrinnes. Smith verkocht Benrinnes aan David Edward, die de stokerij beheerde tot zijn zoon, Alexander Edward, hem overnam.
In 1896 raakte de stokerij opnieuw zwaar beschadigd, ditmaal door een brand. Opnieuw werd Benrinnes weer opgebouwd en gemoderniseerd. Er werd meteen van de gelegenheid gebruikgemaakt om meteen elektriciteit aan te leggen.
De gemoderniseerde distilleerderij werd in 1922 verkocht aan John Dewar & Sons. Onder het management van Dewars volgde een aantal veranderingen en schaalvergrotingen. In 1955 kwam er een nieuwe verbouwing, waarbij de moutvloeren vervangen werden door een saladin box. In 1966 werd de productie opgeschaald door drie nieuwe ketels naast de bestaande drie ketels te plaatsen. Deze werden in 1970 omgebouwd om gebruik te maken van interne verhitting. In 1974 ging het hele distillatieproces op de schop en werd door een uniek deels drievoudig distillatieproces. In 1984 besloot de distilleerderij te stoppen met zelf mouten en ging de saladin box er weer uit.
Benrinnes heeft tot 2007 van dit proces gebruikgemaakt. Daarna is het overgegaan naar een standaard dubbel distillatieproces met twee "wash stills" en vier "spirit stills".

## Productie
Benrinnes gebruikte een uniek partieel drievoudig distillatieproces. Dit proces bestaat uit drie distillatiestappen, een "wash still", een "low wine still" en een "spirit still". De wash still wordt gevoed met de wash. De low wine still wordt gevoed met de naloop van het distillaat uit de "wash still", de naloop van de low wine still zelf en het zwakke deel van de naloop van de spirit still. De spirit still wordt gevoed met het de voorloop en het hart van de wash still en de low wine still, en met de voorloop en het sterke deel van de naloop van de spirit still zelf.
De halzen van de ketels werden gekoeld met de vroeger veelgebruikte, maar tegenwoordig zeldzame methode met zogenaamde worm tubs.
Het water is afkomstig uit de Scurran Burn en de Rowantree Burn.
Benrinnes brengt sinds 1991 een semiofficiële botteling van 15 jaar oude whisky op de markt in de "Flora and Fauna"-serie.